# Moosacher St.-Martins-Platz (métro de Munich)
Moosacher St.-Martins-Platz (en allemand : U-Bahnhof Moosacher St.-Martins-Platz) est une station de la ligne U3 du métro de Munich, dans le secteur de Moosach.

## Situation sur le réseau

Plan du métro (2020).

## Histoire
La construction de la ligne souterraine de la station Olympia-Einkaufszentrum à la gare de Moosach débute le 7 octobre 2004. La station est construite en utilisant la méthode de construction de la couverture en paroi moulée. À l'origine, le nom Leipziger Straße était destiné au point d'arrêt, mais le nom actuel fut choisi pendant la phase de construction. La station de métro est inaugurée le 11 décembre 2010 avec le prolongement de la ligne 3 de la station Olympia-Einkaufszentrum à la gare de Moosach. La lumière du jour pénètre dans la plate-forme à travers une fente de 19 mètres de long dans le plafond, et des suspensions élégantes et transparentes en verre sont également fixées au plafond, qui émettent leur lumière avec une précision extrême. La conception artistique des murs vient de l'artiste japonais Masayuki Akiyoshi. On peut voir une mosaïque de 76 200 photos, toutes prises à Moosach.

## Services aux voyageurs

### Intermodalité
La station est en correspondance avec les lignes de bus X50 et 163.